# Krakow am See
Krakow am See é um município da Alemanha, situado no distrito de Rostock, no estado de Mecklemburgo-Pomerânia Ocidental. Tem 87,07 km² de área, e sua população em 2019 foi estimada em 3.426 habitantes.